# Henri Peña-Ruiz
Pour les articles homonymes, voir Henri, Peña et Ruiz.
Henri Peña-Ruiz [ʔɑ̃ʁi peɲa ʁwis], né le 22 avril 1947 au Pré-Saint-Gervais (Seine), est un philosophe et écrivain français. Agrégé de l'université et docteur en philosophie, il est réputé pour ses travaux au sujet de la laïcité en France. Il est aujourd'hui proche du Parti communiste français. 

## Biographie
Ancien élève de l'École normale supérieure de Saint-Cloud (L SC 1966),, il est agrégé de philosophie[Quand ?]. Au lycée de Sèvres, où il commence sa carrière d'enseignant dans les années 1970, il a comme élève Manu Chao. 
En 2002, il soutient en Sorbonne une thèse de doctorat sous la direction de Bernard Bourgeois sur La Philosophie de la laïcité.
Spécialiste du rapport entre religion et politique, et plus précisément de la laïcité, il a eu l'occasion d'intervenir comme expert dans diverses instances. Le 15 janvier 2002, il est nommé par arrêté du ministre de l'Éducation nationale, Jack Lang, comme membre du Comité national de réflexion et de propositions sur la laïcité à l'école. Il a également fait partie en 2003 des vingt « sages » de la commission sur la laïcité présidée par Bernard Stasi,.
Il collabore à la revue maçonnique Franc-Maçonnerie Magazine ainsi qu'à la revue Front Populaire, revue lancée par Michel Onfray et souhaitant rassembler tous les souverainistes aussi bien de gauche que de droite.

## Pensée
Cette section ne s'appuie pas, ou pas assez, sur des sources secondaires ou tertiaires indépendantes du sujet.

Pour l'améliorer, ajoutez-en, ou placez des modèles {{Source secondaire souhaitée}} ou {{Source secondaire nécessaire}} sur les passages mal sourcés. (juin 2020)
Il est, entre autres, spécialiste des questions de laïcité et de politique sociale. S'intéressant à l'expression sensible des idées et des concepts, il a écrit plusieurs livres sur les légendes de la pensée et conçu des émissions culturelles pour commenter les mythes fondateurs, comme ceux de Prométhée, d'Icare, etc. (cf. Le Roman du Monde, Histoires de toujours, parus chez Flammarion). Son but est celui d'un éclairage laïque de l'ensemble de la culture, et de ce qu'on appelait si bien les « humanités », et ce en conjuguant l'approche ludique que permet la narration et l'approche réflexive que permet le commentaire explicatif. Selon le sociologue Marc Jacquemain, en 2012 : « Il est généralement considéré comme le principal théoricien de la « laïcité à la française » sous sa forme la plus intransigeante, telle qu’elle s’est radicalisée depuis une vingtaine d’années ».
En ce qui concerne sa philosophie de la laïcité, il souligne que dans un monde où les nations reposent sur des populations marquées par une diversité croissante des origines culturelles, seul un cadre politique et juridique fondé sur des principes universels garantit l'intégration de tous. Cette universalité implique que les lois communes à tous soient affranchies des conceptions religieuses propres à certains. La séparation laïque de l'État et des Églises, de l'École et des églises, n'est nullement tournée contre les religions mais contre leurs privilèges publics, incompatibles avec l'égalité de droit des citoyens. Son livre majeur sur ce sujet, axe de sa thèse de doctorat, paraît en 1999 et s'intitule Dieu et Marianne. Philosophie de la laïcité. Selon Jacquemain, l'ouvrage est dense et érudit, et Qu’est-ce que la laïcité ? (2003) et Qu’est-ce que l’école ? (2005) sont plus accessibles.
Peña-Ruiz classe la croyance religieuse au rang des « options spirituelles », au même titre que l'agnosticisme et l'athéisme. Militant pour une égalité de traitement des convictions personnelles, il refuse tout privilège public accordé à la religion, de même que tout privilège public qui pourrait être accordé à l'athéisme. Le respect de la sphère privée des personnes implique que l'État s'abstienne de valoriser toute croyance particulière. Il s'oppose à l'instrumentalisation de la politique par la religion, ou de la religion par la politique. Il souligne que les valeurs républicaines sont largement battues en brèche par ce genre d'instrumentalisation et que l'histoire de l'Europe en a montré les dangers (massacre de la Saint-Barthélemy, censure multiforme de la culture, meurtre de Giordano Bruno, de Michel Servet, de Jean Calas ou du Chevalier de la Barre). Il souligne la portée émancipatrice de la laïcité, notamment pour les femmes, mais aussi pour tous ceux qui entendent disposer d'eux-mêmes librement. C'est dans cet esprit qu'il met en évidence la dimension universaliste de l'idéal laïque. Dans Dieu et Marianne, il développe une philosophie de la laïcité. Marianne, allégorie de la république, n'a pas à s'affirmer athée ou croyante, mais à s'interdire de privilégier une option spirituelle, sauf à discriminer certains citoyens par rapport à d'autres, ce qui offre le plus de liberté aux croyances religieuses comme aux humanistes athées et agnostiques, les traitant à égalité. Pour Aurélien Dupouey-Delezay, Henri Pena-Ruiz n'est pas sans présenter « une vision délibérément partielle et partiale de l'histoire [de l'Église catholique] ».
Il dénonce la notion de « laïcité ouverte » ou « plurielle », proposée par certains penseurs, comme étant une contestation dissimulée des principes de la laïcité qui, par définition, est l'ouverture même aux différents registres de la liberté humaine mais aussi de l'égalité. En 2007, cette conception s'est développée contre le Discours du Latran dans lequel le président Nicolas Sarkozy développe le concept de « laïcité positive » qui lui semble de même nature que la laïcité « plurielle ». Quant au repli communautaire, il peut résulter quelquefois de la stigmatisation sociale, voire raciste ou xénophobe dont sont victimes les populations d'origine maghrébine. Pour lui, la justice sociale et les « dispositifs juridiques » (lois) sont des moyens complémentaires de défendre la laïcité.
D'où son effort pour penser aussi les mécanismes de « l'exploitation capitaliste et de l'exclusion sociale ». Dans cette perspective, il a consacré plusieurs livres à l'œuvre de Marx, dont il tente de démontrer qu'il n'est nullement responsable du stalinisme et des réalisations historiques qui ont caricaturé le message de l'auteur du Capital. Dans un entretien imaginaire de Karl Marx il cherche à mettre en évidence l'actualité d'une telle pensée à l'âge d'un capitalisme mondialisé Son ouvrage de synthèse approfondie intitulé Marx quand-même éclaire plus largement cette pensée en en montrant la dimension démystificatrice et émancipatrice par rapport aux préjugés de notre époque et aux nouvelles figures de l'exploitation capitaliste.

## Engagement politique
En 1999, Henri Peña-Ruiz signe, pour s'opposer à la guerre en Serbie, la pétition « Les Européens veulent la paix », initiée par le collectif d'extrême droite Non à la guerre.
Engagé en politique, il est membre du Parti de gauche et il fait campagne pour le Front de gauche pour changer d'Europe à l'occasion des élections européennes de 2009. Il soutient de nouveau le Front de gauche aux élections régionales françaises de 2010. Il soutient ensuite La France insoumise à l'élection présidentielle (présentant Jean-Luc Mélenchon comme candidat) et aux élections législatives de 2017. Il prend par la suite ses distances avec le mouvement.
Engagé à La France insoumise, il participe au cours sur la laïcité de l'école de formation du parti. Cependant, en mai 2019, lors des élections européennes, il fait parvenir une lettre au Parti communiste français, qui est lue au cours du meeting du 16 mai au gymnase Japy, dans laquelle il affirme soutenir la liste menée par Ian Brossat,.
Le 10 mars 2022, il est présent au cirque d’hiver pour soutenir Fabien Roussel lors de son meeting parisien.

## Controverse
Lors de l'université d'été 2019 de La France insoumise, Henri Peña-Ruiz déclare :

« Le racisme, qu’est-ce que c’est ? Mise au point : c’est la mise en question des personnes pour ce qu’elles sont. Mais ce n’est pas la mise en question de la religion. On a le droit, disait le regretté Charb, mon ami Stéphane Charbonnier assassiné par les frères Kouachi en janvier 2015, on a le droit d'être athéophobe, comme on a le droit d’être islamophobe. En revanche, on n'a pas le droit de rejeter des hommes ou des femmes parce qu'ils sont musulmans. Le racisme, et ne dévions jamais de cette définition sinon nous affaiblirons la lutte antiraciste, le racisme c’est la mise en cause d’un peuple ou d’un homme ou d’une femme comme tel. Le racisme antimusulman est un délit. La critique de l’islam, la critique du catholicisme, la critique de l’humanisme athée n’en est pas un. On a le droit d’être athéophobe, comme on a le droit d’être islamophobe, comme on a le droit d’être cathophobe. En revanche, on n’a pas le droit d’être homophobe, pourquoi ? Parce que le rejet des homosexuels vise les personnes. On rejette des gens pour ce qu’ils sont, et là on n’a pas le droit de le faire. Le rejet ne peut porter que sur ce qu’on fait et non pas sur ce qu’on est,,. »

Une polémique éclate sur les réseaux sociaux après que le journaliste Taha Bouhafs, ancien adhérent de la France insoumise, relaie sur Twitter la citation de manière tronquée en « on a le droit d’être islamophobe ». Les cadres de la FI sont divisés sur le sujet. Julien Denormandie, ministre chargé de la Ville et du Logement, réagit lui aussi sur Twitter : « Même si ce n’était pas l’intention de l’auteur, les propos tenus à #AMFiS2019 donnent le sentiment que c’est normal d’être #islamophobe, ce dont beaucoup de Français sont victimes. Non, ce n’est pas normal, non « on n’a pas le droit » d’être islamophobe ». Marlène Schiappa, alors secrétaire d'État chargée de l'Égalité entre les femmes et les hommes et de la Lutte contre les discriminations, défend Peña-Ruiz dans un tweet : « On peut partager, ou non, les opinions politiques d’Henri Peña-Ruiz (je ne les partage pas). Mais ses livres sur la laïcité sont des références. Sa rigueur intellectuelle est incontestable. Débattons sur la base de ses livres plutôt que d’un tweet tronqué et déformé ».

## Prix
- Prix de la laïcité 2014, remis par le Comité Laïcité République[25],[26]

## Publications
- L'Année bac 1977 : philosophie, le programme de philosophie à travers 77 dissertations, Paris, Bordas, 1977, coll. « Guides pratiques ».
- La Laïcité, Paris, Flammarion, 1998, coll. « Dominos ».
- L'École, Paris, Flammarion, 1999.
- Dieu et Marianne : philosophie de la laïcité, PUF, coll. « Fondements de la politique », 1999 ; 2e édition revue et augmentée, 2005 ; prix de l'instruction publique en 2000
- La Laïcité pour l'égalité, Fayard, Mille et une nuits, 2001
- Le Roman du monde, légendes philosophiques, Flammarion, Champs, 2001
- La Laïcité, GF, collection Corpus, 2003
- Qu'est-ce que la laïcité ?, Gallimard, coll. « Folio actuel », 2003
- Leçons sur le bonheur, Flammarion, 2004
- Histoire de la laïcité : genèse d’un idéal, Gallimard, coll. « Découvertes Gallimard / Culture et société » (no 470), 2005
- Qu'est-ce que l'école ?, Gallimard, coll. « Folio-Essais », 2005
- Grandes Légendes de la pensée, Flammarion, 2005
- Histoires de toujours : dix récits philosophiques, Paris, Flammarion, 2008.
- La Solidarité, une urgence de toujours, Agora Éducation, 2010
- Qu'est-ce que la solidarité - le cœur qui pense, Éditions Abeille et Castor, 2011
- Entretien avec Karl Marx, Paris, Plon, 2012
- Marx quand même, Paris, Plon, 2012.
- Dictionnaire amoureux de la laïcité, Paris, Plon, 2014.
- Karl Marx, penseur de l'écologie, Paris, Le Seuil, 2018.

### Coauteur
- Les Préaux de la République (ouvrage collectif), Minerve, 1990
- avec Jean-Paul Scot. Un poète en politique. Les combats de Victor Hugo. Flammarion, 2002  (ISBN 978-2-08-210059-5)
- Mémento du républicain, écrit à quatre mains avec André Bellon, Jérémy Mercier et Inès Fauconnier, 2006
- Antología laica : 66 textos comentados para comprender el laicismo, écrit avec César Tejedor de la Iglesia, Ediciones Universidad de Salamanca, 2009  (ISBN 978-84-7800-294-8)[27]